# Коисикава
Коисикава (яп. 小石川) — исторический район Токио, существовавший как административная единица с 1889 по 1947 год, название которому дала находившаяся здесь деревня. В настоящее время эта местность включена в специальный район Бункё и состоит из пяти кварталов.

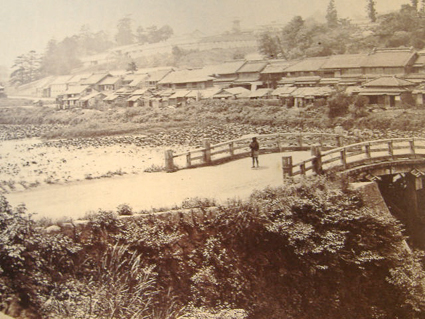
Район Коисикава в 19 веке («東京小石川遠景»).

Станции метро, расположенные в этом районе: Хакусан, Коракуэн и Мёгадани.

## Достопримечательности
- Сад Коисикава Коракуэн — старейший японский сад в Токио.
- Ботанический сад Коисикавы.
- Коисикавский музей укиё-э.
- Токио Доум — стадион и парк аттракционов.